# Tour Anneessens
Pour les articles homonymes, voir Anneessens.
La tour Anneessens (en néerlandais : Anneessenstoren) est un des vestiges les mieux conservés de la première enceinte de Bruxelles construite au début du XIIIe siècle : elle est située le long du boulevard de l'Empereur, face au siège du PS.
La tour était également appelée « tour d'angle » car elle était située à un endroit où le mur d'enceinte formait un angle rentrant très marqué, au sud-est de la ville.

## Historique
La tour Anneessens doit son nom à François Anneessens (1660-1719), doyen du corps de métier des Quatre Couronnés (corporation réunissant les sculpteurs, les tailleurs de pierre, les maçons, les ardoisiers et les chaisiers), qui y aurait été enfermé avant d'être décapité sur la Grand-Place de Bruxelles à l'époque des Pays-Bas autrichiens.
Elle fut désenclavée mais également endommagée en 1957 par les travaux de la jonction ferroviaire Nord-Midi (qui ont également détruit le quartier de la Putterie et la chapelle Sainte-Anne) et a été restaurée en 1967.

## Architecture

### La tour
De plan semi-circulaire (sauf au dernier étage), la tour est édifiée en moellon de grès à l'exception du dernier étage, refait en briques rouges, et de la tourelle d'escalier, édifiée en briques avec des bandes horizontales de grès.
Le niveau inférieur, de couleur plus sombre, est en fait le niveau des fondations, dégagé lors des travaux de la jonction Nord-Midi, ce qui fait paraître la tour plus haute qu'elle n'était au Moyen Âge. 
Le rez-de-chaussée (au-dessus du niveau plus sombre des fondations) et le premier étage de la tour sont percés de fines et hautes meurtrières. 
Le deuxième étage résulte de la transformation de la plateforme originelle, dont le parapet a été surmonté d'un étage en briques et d'une toiture conique, probablement au XVIe siècle, époque à laquelle aurait également été construite la tourelle d'escalier octogonale.

### Le mur d'enceinte
La tour Anneessens conserve sur sa gauche (côté ouest) un important fragment du mur d'enceinte.
Ici aussi, le niveau inférieur, plus sombre, est le niveau des fondations : les arches ogivales visibles sous le mur d'enceinte sont les arches des fondations qui étaient jadis enterrées mais qui ont été dégagées lors des travaux des années 1950.
Ce fragment de courtine présente du côté de la ville (intra-muros) deux arcades de soutènement alignées sur les arcs de décharge des fondations (jadis enterrés). Sous ces arcades, on aperçoit très clairement la face intérieure des meurtrières ou archères.
Ces arcades supportent le chemin de ronde protégé, côté extra-muros, par un parapet à créneaux et soutenu, côté intra-muros, par des corbeaux. 
Chaque merlon du parapet crénelé est percé d'une petite meurtrière.

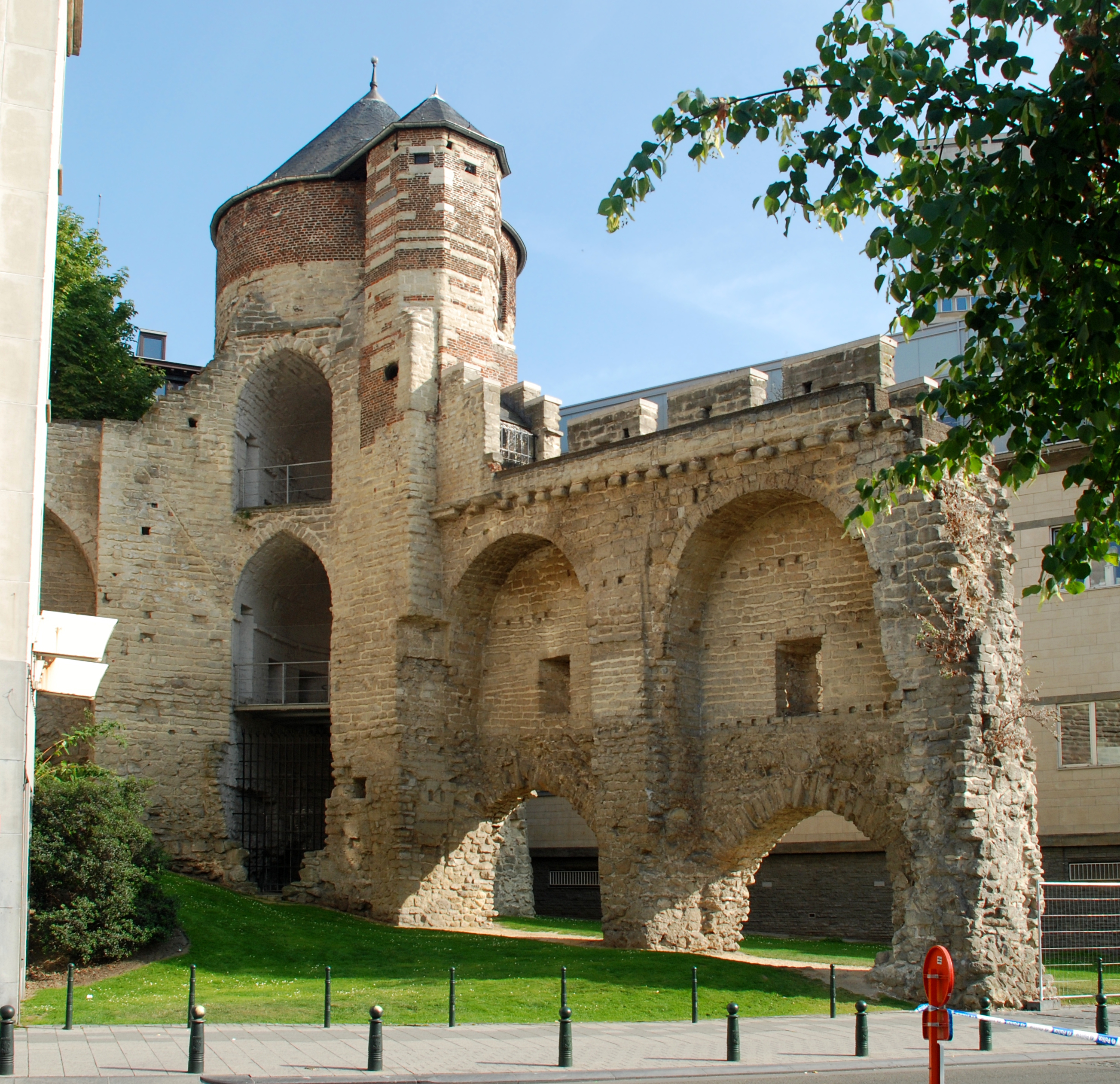
Le côté intra-muros.
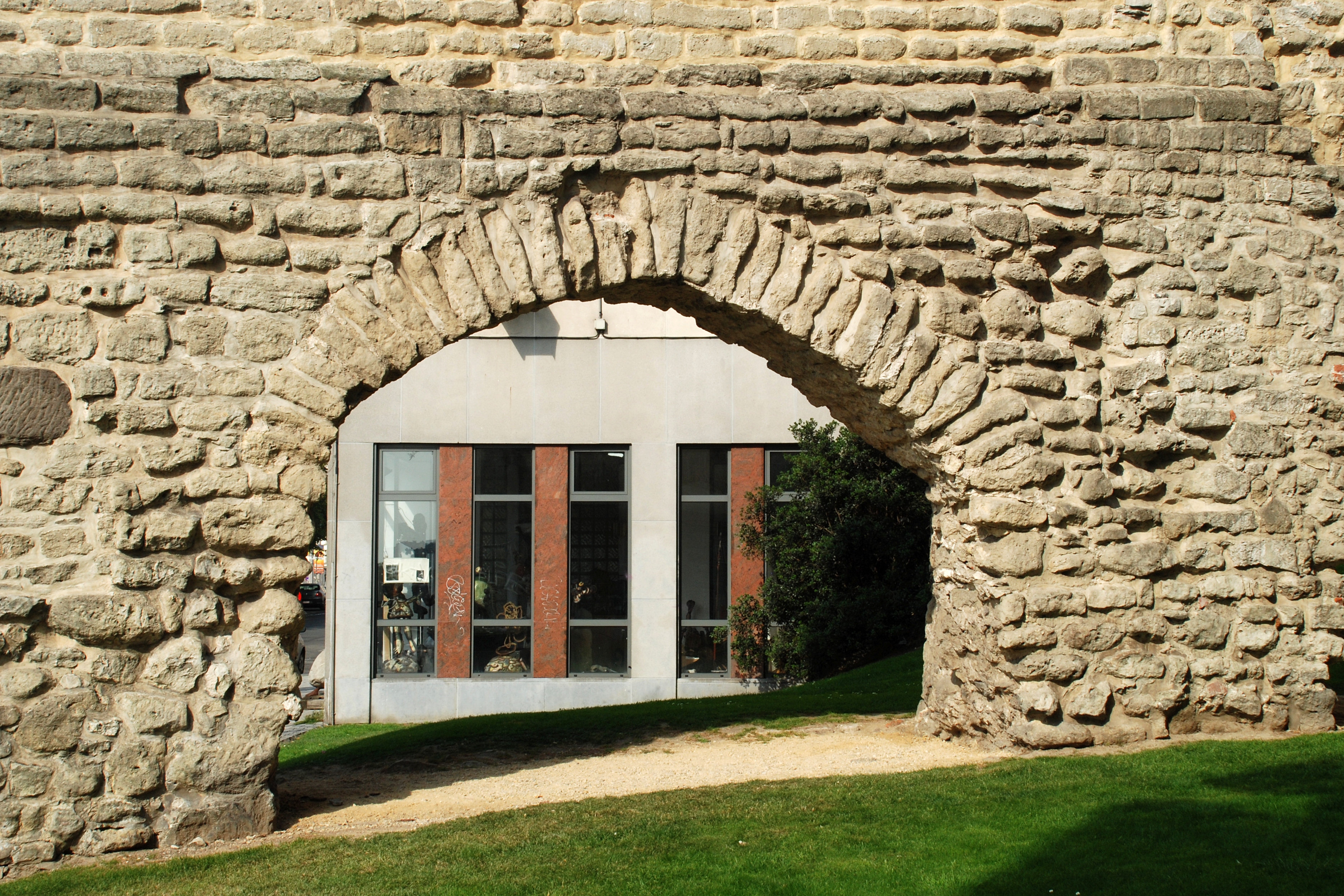
Une des arches des fondations du mur d'enceinte.

## Accessibilité
| ___ | Ce site est desservi par la station de métro : Gare Centrale. |